# 구마모토 방송
구마모토 방송은 구마모토현에서 처음 세워진 민영방송국으로 라디오 방송국은 1953년 10월 1일에, 텔레비전 방송국은 1959년 4월 1일에 개국했다.
약칭은 구 회사명 Radio Kumamoto K.K에서 유래한 RKK, 라디오 콜사인은 JOBF, 텔레비전 콜사인은 JOBF-DTV이다.
텔레비전은 JNN계열국,라디오는 JRN계열과 NRN계열의 크로스넷 방송국이다.

## 연혁
- 1953년 7월 11일 라디오 구마모토 주식회사(RKK) 설립
- 1953년 10월 1일　일본 21번째 중파 라디오 방송국으로 개국(라디오 산요, 라디오 가가와, 라디오 난카이, 라디오 오이타도 같은 날 개국)
- 1959년 4월 1일　텔레비전 방송 개시
- 1960년 6월 15일 사가 지국 설치(사가 현 이외에도 후쿠오카 현 지쿠고 지방 취재 담당.)
- 1961년 6월 1일　주식회사 구마모토 방송으로 회사명 변경
- 1965년 5월 라디오 네트워크 JRN 가맹
- 1966년 10월 1일 컬러 텔레비전 방송 개시
- 1967년 9월　도쿄 방송과의 텔레비전 네트워크 협정을 체결.
- 1973년 11월 29일　구마모토·타이요 백화점 화재 특별보도 프로그램을 JNN 계열로 전국 방송.
- 1974년 4월 14일 사가 지국 폐쇄
- 1978년 11월 23일　AM라디오 주파수 변경에 따라, 구마모토 본국의 주파수가 1200kHz에서 1197kHz로 변경.
- 1984년 10월 아라오, 아소, 고쇼우라 라디오 중계국 주파수가 1197kHz로 통일.
- 1989년 10월 1일 구마모토 아사히 방송(KAB) 개국에 따라 JNN계 완전가맹국이 된다.
- 1993년 10월 1일 AM스테레오 방송 시작
- 2006년 11월 1일 지상파 디지털 텔레비전 시험 방송 개시.
- 2006년 12월 1일 지상파 디지털 텔레비전 본방송 개시
- 2008년 9월 28일 AM스테레오 방송 종료
- 2011년 7월 25일 지상파 아날로그 방송 완전 종료
- 2016년 5월 1일 구마모토 FM 보완 중계국 개국

## 라디오 주파수
| 중계국                 | 출력 | 주파수  | 비고                                            |
| ---------------------- | ---- | ------- | ----------------------------------------------- |
| 구마모토 방송국        | 10kW | 1197kHz | 모든 중파방송용 중계국의 콜사인과 주파수가 동일 |
| 구마모토 FM 보완중계국 | 810W | 91.4MHz |                                                 |
| 히토요시 중계국        | 1kW  | 1197kHz |                                                 |
| 히토요시 FM 보완중계국 | 50W  | 92.3MHz |                                                 |
| 고쇼우라 중계국        | 1kW  | 1197kHz |                                                 |
| 아소 중계국            | 1kW  | 1197kHz |                                                 |
| 아라오 중계국          | 100W | 1197kHz |                                                 |
| 미나미아소 중계국      | 100W | 1197kHz |                                                 |
| 소요미나미 중계국      | 100W | 1197kHz |                                                 |
| 소요키타 중계국        | 100W | 1197kHz |                                                 |
| 오구니 중계국          | 100W | 1197kHz |                                                 |
| 가와우라 중계국        | 100W | 1197kHz |                                                 |
| 미나마타 FM 보완중계국 | 100W | 94.2MHz |                                                 |

## 텔레비전 네트워크 변천사
- 1959년 4월 1일　텔레비전 방송개시.니혼TV·라디오도쿄 TV·후지 TV·일본 교육 TV와 네트워크 관계를 맺는다.
- 1959년 8월 1일　뉴스 네트워크 JNN에 가맹.이후 도쿄 방송의 중심의 프리 네트워크 방송국으로 자리매김한다.
- 1967년 6월　민간방송 교육협회에 가맹.
- 1967년 9월　도쿄방송과 네트워크 협정을 체결한다.
- 1969년 4월 1일　TV 구마모토가 개국하면서 니혼TV·후지 TV·NET-TV의 프로그램을 같이 방송하게 된다.(일부 후지 텔레비전 프로그램은 기본적으로 TV 구마모토에서 방송.)
- 1975년 3월 31일　준 중심방송국 네트워크 교환에 의해 네트워크 준 중심방송국이 마이니치 방송으로 변경되고 이에 따라 간사이 지역 네트워크 프로그램을 TV 구마모토와 교환하였다.(아사히 방송 프로그램 일부는 계속 방송.)
- 1982년 4월 1일　구마모토현민 TV가 개국하면서 니혼TV 프로그램이 구마모토현민 TV로 이행되고 TV 아사히 프로그램은 TV 구마모토·구마모토현민TV(극히 일부만)와 같이 방송하게 된다.
- 1989년 10월 1일　구마모토 아사히 방송이 개국하면서 민간방송 교육협회 제작분을 제외한 TV 아사히 프로그램 방송이 중단되면서 도쿄방송 완전가맹국화 완료.

## 사가현과의 관계
- 1960년대 이전 사가 현 남부에서는 구마모토의 방송인 구마모토 방송(11ch)과 NHK 구마모토 방송국(9ch)을 시청하는 것이 일반적이었다(후쿠오카지역 방송국 수신이 일반화된 것은 1970년대 이후의 일이다).
실제로 1960년부터 1974년까 RKK는 사가 지국을 설치하고 있었으며 당시의 사가 지국은 사가현과 후쿠오카현 지쿠고 지방의 보도 취재와 광고 영업을 담당했다(현재 JNN에서 사가현의 보도 취재는 RKB 마이니치 방송이 담당하고 있다).
- 지금도 사가현 대다수 지역이나 나가사키현 시마바라 반도지역, 후쿠오카 현 지쿠고 지방, 가고시마현 이즈미시 주변에서 RKK 텔레비전 방송을 보는 것이 가능한데 이는 장기적으로 인접지역에서의 독점방송사가 되기 위한 구마모토 방송측의 계획으로 생겨난 현상으로 이 계획은 수포로 돌아갔다.

참고로 사가 TV가 개국할 때까지는 사가 현 홍보 프로그램이 RKK로 방송되고 있었다.
- 구마모토의 방송국이 송출하는 디지털 텔레비전 방송의 경우 사가현 남부에서는 시청 할 수 있지만 아날로그 방송을 할 때는 아날로그와의 혼신으로 인해 일부 지역을 제외하면 수신감도가 떨어졌으며 케이블 TV 재전송의 경우 사가 현의 대부분의 케이블 TV 방송국에서 재전송을 보류했다.(후쿠오카 민방 5사는 특례 조치로서 디지털 재발송신이 인정되고 있다).

## 보충서술
- 1952년 10월 1일 라디오 방송 개국 당시 1140kHz · 출력 1kW로 방송을 송출했는데 미국에서 운영하는 라디오 방송국 미국의 소리 필리핀방송이 동일주파수에서 1000kW의 고출력 방송을 해서 구마모토 현 안에서도 방송이 혼신되는 경우가 있었고 이에 1954년 5월 1일을 기해 주파수를 1100kHz로 변경했으며 이 주파수는 1978년 11월 전 세계적인 중파라디오 주파수 조정이 있을 때까지 사용되었다.

## 구마모토현에 있는 다른 텔레비전·라디오 방송국
- NHK 구마모토 방송국
- 구마모토현민 TV(KKT)(니혼 TV계열)
- 구마모토 아사히 방송(KAB)(TV 아사히계열)
- TV 구마모토(TKU)(후지 TV 계열)
- FM구마모토(JFN 계열)